# Thymus samius
Thymus samius — вид рослин родини глухокропивові (Lamiaceae), ендемік Грецьких Східних Егейських островів.

## Поширення
Ендемік Грецьких Східних Егейських островів (острів Самос).